# Орогранде (Нью-Мексико)
Орогранде (англ. Orogrande) — переписна місцевість (CDP) в США, в окрузі Отеро штату Нью-Мексико. Населення — 35 осіб (2020).

## Географія
Орогранде розташований за координатами 32°23′19″ пн. ш. 106°6′43″ зх. д. / 32.38861° пн. ш. 106.11194° зх. д. (32.388579, -106.111844).  За даними Бюро перепису населення США в 2010 році переписна місцевість мала площу 14,64 км², з яких 14,64 км² — суходіл та 0,00 км² — водойми.

## Демографія
Згідно з переписом 2010 року, у переписній місцевості мешкали 52 особи в 29 домогосподарствах у складі 16 родин. Густота населення становила 4 особи/км².  Було 43 помешкання (3/км²).
Расовий склад населення:
| - 76,9 % — білих - 7,7 % — азіатів - 13,5 % — осіб інших рас |

До двох чи більше рас належало 1,9 %. Частка іспаномовних становила 30,8 % від усіх жителів.
За віковим діапазоном населення розподілялося таким чином: 9,6 % — особи молодші 18 років, 69,2 % — особи у віці 18—64 років, 21,2 % — особи у віці 65 років та старші. Медіана віку мешканця становила 53,8 року. На 100 осіб жіночої статі у переписній місцевості припадало 136,4 чоловіків;  на 100 жінок у віці від 18 років та старших — 123,8 чоловіків також старших 18 років.
Цивільне працевлаштоване населення становило 26 осіб. Основні галузі зайнятості: виробництво — 76,9 %, сільське господарство, лісництво, риболовля — 23,1 %.